# Musseromys
Musseromys är ett släkte av gnagare i familjen råttdjur med fyra arter som förekommer på ön Luzon i norra Filippinerna.
Dessa råttdjur är antagligen nära släkt med barkråttor och andra stora råttdjur som lever på Filippinerna men medlemmarna i Musseromys är istället små med en vikt av cirka 15 g. De kännetecknas av två varianter långa morrhår. Den första börjar vid nosen och den andra varianten börjar vid en naken fläck bakom ögonen. Pälsfärgen är orangebrun och på svansen hittas långa hår endast vid slutet. Vid framtänderna förekommer på tandens topp en kort ränna.
Alla fyra arter förekommer på ön Luzon i norra Filippinerna. Beroende på art hittas de i låglandet eller i bergstrakter. Habitatet utgörs av fuktiga skogar.
Enligt genetiska undersökningar är Musseromys närmast släkt med Luzonråttor (Carpomys).
Arterna är:
- Musseromys anacuao
- Musseromys beneficus
- Musseromys gulantang
- Musseromys inopinatus